# 日本浮世絵協会
日本浮世絵協会（にほんうきよえきょうかい）は、大正時代から昭和時代に存在した浮世絵の研究団体である。

## 歴史
第1次の日本浮世絵協会は大正10年（1921年）、会長に徳川頼貞、理事長に三原繁吉、理事に落合直成、石井研堂、市原一郎、林愛作、星野日子四郎、九鬼三郎、前田武四郎、藤懸静也、明渡泰次郎、武岡豊太、内田実、牛山充、執行弘道、新海竹太郎、鈴木虎之助および浮世絵の研究家であった井上和雄が就任、井上らが中心となって設立され、ボストン美術館、浮世絵コレクターの井上善吉らが会員となっていた。『浮世絵之研究』を創刊、第19号（大正15年12月まで）まで刊行された。麹町区麹町一番町に事務所がおかれた。
第2次の日本浮世絵協会は昭和21年（1946年）、会長に浅野長武、理事長に藤懸静也、常任理事に楢崎宗重が就任して発足した。
第3次の日本浮世絵協会は昭和37年（1962年）5月27日、会長に高橋誠一郎、理事長に楢崎宗重が就任して発足、『浮世絵芸術』という機関誌を発行している。
昭和57年（1982年）2月9日、高橋誠一郎の死により、楢崎宗重が会長に就任する。その後、平成10年（1998年）11月21日　国際浮世絵学会創立大会を学習院大学にて行い、国際浮世絵学会に改組。楢崎宗重が名誉会長、山口桂三郎が会長、諏訪春雄が理事長に就任して国際浮世絵学会として改めて発足する。